# Troglohyphantes svilajensis
Troglohyphantes svilajensis là một loài nhện trong họ Linyphiidae. Chúng được Josef Kratochvíl miêu tả năm 1948.

## Phân loài
- T. s. bosnicus (Josef Kratochvíl, 1948)
- T. s. noctiphilus (Josef Kratochvíl, 1948)